# ポール・ダムール
ポール・ダムール（Paul D'Amour、1967年5月12日 - ）はアメリカ合衆国のミュージシャン。プログレッシブ・メタルバンド、トゥールの初期ベーシストとして最もよく知られる。1995年のトゥール脱退後はフェイリュアのメンバーであるケン・アンドリュース、グレッグ・エドワーズらとカバーバンド・レプリカンツを結成し、1995年に唯一のアルバム『Replicants』をリリース。同時期にラスクのメンバーとしても活動しており、1997年に唯一のアルバム『Free Mars』を発表した。2005年からはFeersum Ennjin名義で活動を行い、2011年にセルフタイトルアルバムをリリースした。現在はLesser Keyというバンドで再びベーシストとして活動しており、2014年4月にデビューEPをリリースした。